# Agrostis graniticola
Agrostis graniticola é uma espécie de gramínea do gênero Agrostis, pertencente à família Poaceae.